# Guglielmo Durando di San Porciano
Guglielmo Durando di San Porciano ((FR)  Guillaume Durand de Saint-Pourçain; Saint-Pourçain-sur-Sioule, 1270 circa – Meaux, 10 settembre 1334) è stato un vescovo cattolico, teologo e filosofo francese dell'Ordine dei predicatori. Esponente della scolastica, fu noto soprattutto per il suo rifiuto di alcune tesi filosofiche di Tommaso d'Aquino.

## Biografia
Entrò nell'ordine domenicano nel convento di San Giacomo a Parigi dove fu maestro di teologia. Successivamente fu nominato maestro del sacro palazzo apostolico da papa Clemente V nel 1312 ad Avignone. Conseguì il dottorato in teologia a Parigi nel 1313.
L'incarico gli fu confermato anche da papa Giovanni XXII e che mantenne fino all'agosto del 1316. Fu nominato vescovo di Limoux nel 1317, poi di Le Puy il 14 febbraio 1318. In questa diocesi organizzò un sinodo e promulgò gli statuti sinodali nel 1320. Nel tentativo di introdurre delle riforme per mantenere la disciplina ecclesiastica, si attirò le critiche del capitolo della cattedrale tra il 1322 e il 1325. Fu poi trasferito alla diocesi di Meaux il 29 marzo 1326.

### Pensiero filosofico
Soprannominato Doctor Resolutissimus e Doctor Modernus per il carattere radicale e innovatore delle sue opinioni, è considerato l'inauguratore del terzo periodo scolastico, che distingue la filosofia, intesa come scienza della ragione, e la teologia, di ordine spirituale. Nella ricerca della verità, l'esercizio della ragione prevale dunque su ogni autorità umana, compresa quella di Aristotele. Al realismo aristotelico di Tommaso d'Aquino oppone il nominalismo ed è uno dei precursori del terminismo di Guglielmo di Occam.
Al centro del suo pensiero sembra esserci la volontà di negare o sopprimere molti concetti della scolastica che gli sembrano inutili o superflui. Quindi, essendo ogni esistenza singolare in sé, egli nega l'esistenza degli universali. Le cose sono singolari e l'universalità è solo un'indeterminatezza. Il principio di individuazione è quindi inutile. Contro Tommaso d'Aquino, egli combatte la distinzione reale tra essenza ed esistenza, l'unicità della forma sostanziale. Egli nega la conoscenza dell'anima in sé. L'intelligenza non si conosce per la sua essenza, ma attraverso l'intellezione degli oggetti. Non essendo l'anima distinta dalle sue operazioni, l'universale si fonda sull'esperienza, pur superandola. La verità è quindi solo l'adeguatezza soggettiva tra l'oggetto conosciuto e l'oggetto percepito. Nella noetica, egli rifiuta le specie sensibili, l'uso di un intelletto agente separato, la necessità di rappresentazioni concettuali distinte dall'atto intellettuale e difende un'apprensione immediata della realtà.
Durando è autore di un commento alle Sentenze di Pietro Lombardo, di cui esistono tre recensioni e che fu oggetto di numerose edizioni a partire dal 1508 (ma nessuna edizione critica), nonché di diversi trattati teologici in latino, tra cui le Quaestiones disputatae e di Quodlibeta. Scrisse anche un trattato (in latino) sul potere temporale dei re, menzionato dal domenicano Jacques Échard.

## Opere
- Commentaire des Sentences
- Excusationes
- Quaestiones disputatae
- Quaestiones Quodlibeta